# Enicospilus meledonosus
Enicospilus meledonosus là một loài tò vò trong họ Ichneumonidae.